# M.G.P. Houben
M.G.P. Houben (Schinnen, ca. 1931 – juli 2009) was een Nederlands burgemeester en politicus van de KVP en later het CDA.
Houben begon zijn loopbaan bij de secretarie van de gemeente Brunssum. Vervolgens was hij hoofd van het secretariaatsbureau van het stadsgewest Nijmegen voor hij eind 1973 benoemd werd tot burgemeester van Thorn. In december 1979 volgde zijn benoeming tot burgemeester van Melick en Herkenbosch wat hij tot de gemeentelijke herindeling in 1991 zou blijven. Daarna was Houben van juli 1992 tot februari 1993 waarnemend burgemeester van Onderbanken. In maart 1994 werd hij waarnemend burgemeester in Hunsel. In juli 2009 meldde de gemeente Roerdalen waar Melick en Herkenbosch in was opgegaan dat hun oud-burgemeester Houben was overleden. In 1990 was hij gedecoreerd tot Ridder in de Orde van Oranje-Nassau.